# 75 Pułk Artylerii Przeciwlotniczej

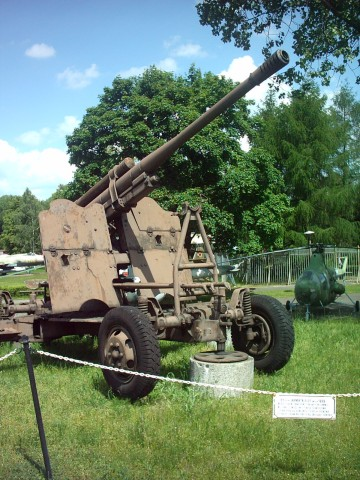
85 mm armata przeciwlotnicza wz.39

75 Pułk Artylerii Przeciwlotniczej (75 paplot) – oddział artylerii przeciwlotniczej ludowego Wojska Polskiego.

## Na froncie wschodnim
Sformowany we wsi Węglin koło Lublina na podstawie rozkazu Naczelnego Dowództwa Wojska Polskiego nr 8 z 20 sierpnia 1944 jako pułk przeciwlotniczy średniego kalibru 3 Dywizji Artylerii Przeciwlotniczej (2 Armia Wojska Polskiego). 25 października 1944 w Lublinie żołnierze pułku złożyli przysięgę. Walczył pod Horką, Niesky i Kleinwelka. Szlak bojowy zakończył 8 maja 1945. We wrześniu 1945 w Lesznie jednostka została rozformowana.

### Struktura organizacyjna pułku
- Dowództwo i sztab
- 4 x bateria artylerii przeciwlotniczej
- pluton zaopatrzenia bojowego
- pluton sztabowy
- pluton amunicyjny
- kwatermistrzostwo

Stan etatowy liczył 490 żołnierzy, w tym: 45 oficerów, 139 podoficerówi 306 kanonierów.
Na uzbrojeniu i wyposażeniu pułku znajdowały się:
- 85 mm armata przeciwlotnicza wz. 1939 - 16
- 12,7mm przeciwlotniczy karabin maszynowy - 4
- samochody – 55
- ciągniki - 20

### Działania bojowe
|  |  |  |

## Pułk w okresie pokoju

### 82 paplot w latach 1951–1967
Na podstawie rozkazu Nr 0044/Org. Ministra Obrony Narodowej z dnia 17 maja 1951, w garnizonie Rogowo, w składzie 16 Dywizji Artylerii Przeciwlotniczej i według etatu Nr 4/67 sformowany został 82 Pułk Artylerii Przeciwlotniczej. Organizacja jednostki zakończona został w październiku 1952. Na podstawie zarządzenia Nr 077/Org. szefa SG WP z dnia 19 września 1960 pułk przeformowany został na nowy etat.
Na podstawie rozkazu Nr 0126/Org. Ministra Obrony Narodowej z dnia 3 września 1963 oraz zarządzenia Nr 0133/Org. szefa SG WP z dnia 13 września 1963 rozformowana została 16 DAPlot., a 82 paplot. podporządkowany został dowódcy Pomorskiego Okręgu Wojskowego.
Na podstawie rozkazu Nr 025/MON Ministra Obrony Narodowej z dnia 30 września 1967 oddział przejął tradycje i nazwę 75 Pułku Artylerii Przeciwlotniczej.

### 75 paplot w latach 1967–1990
W 1970 pułk zmienił strukturę z dywizjonowej na bateryjną. W 1974 jako jeden z pierwszych w Wojsku Polskim przezbrojony został w przeciwlotnicze zestawy rakietowe KUB, które na owe czasy były nowoczesną techniką, odznaczały się wysoką mobilnością i zasięgiem niszczenia celów powietrznych.
W latach 70. z jednostki w Rogowie wydzielono dywizjon przeciwlotniczy uzbrojony w armaty S-60, który przedyslokowano do garnizonu Szczecin Podjuchy jako zalążek nowej jednostki. Na jego bazie powstał 55 Pułk Przeciwlotniczy.
W 1981 oddział podporządkowany został dowódcy 20 Warszawskiej Dywizji Pancernej w Szczecinku, w miejsce rozformowanego 104 Pułku Artylerii Przeciwlotniczej.
Na podstawie Zarządzenia Nr 0140/Org. szefa SG WP z dnia 19 grudnia 1989 75 paplot przemianowany został na 99 Pułk Artylerii Przeciwlotniczej (2 Dywizji Zmechanizowanej ze Szczecinka).

### 99 paplot i 2 pplot w latach 1990–1998

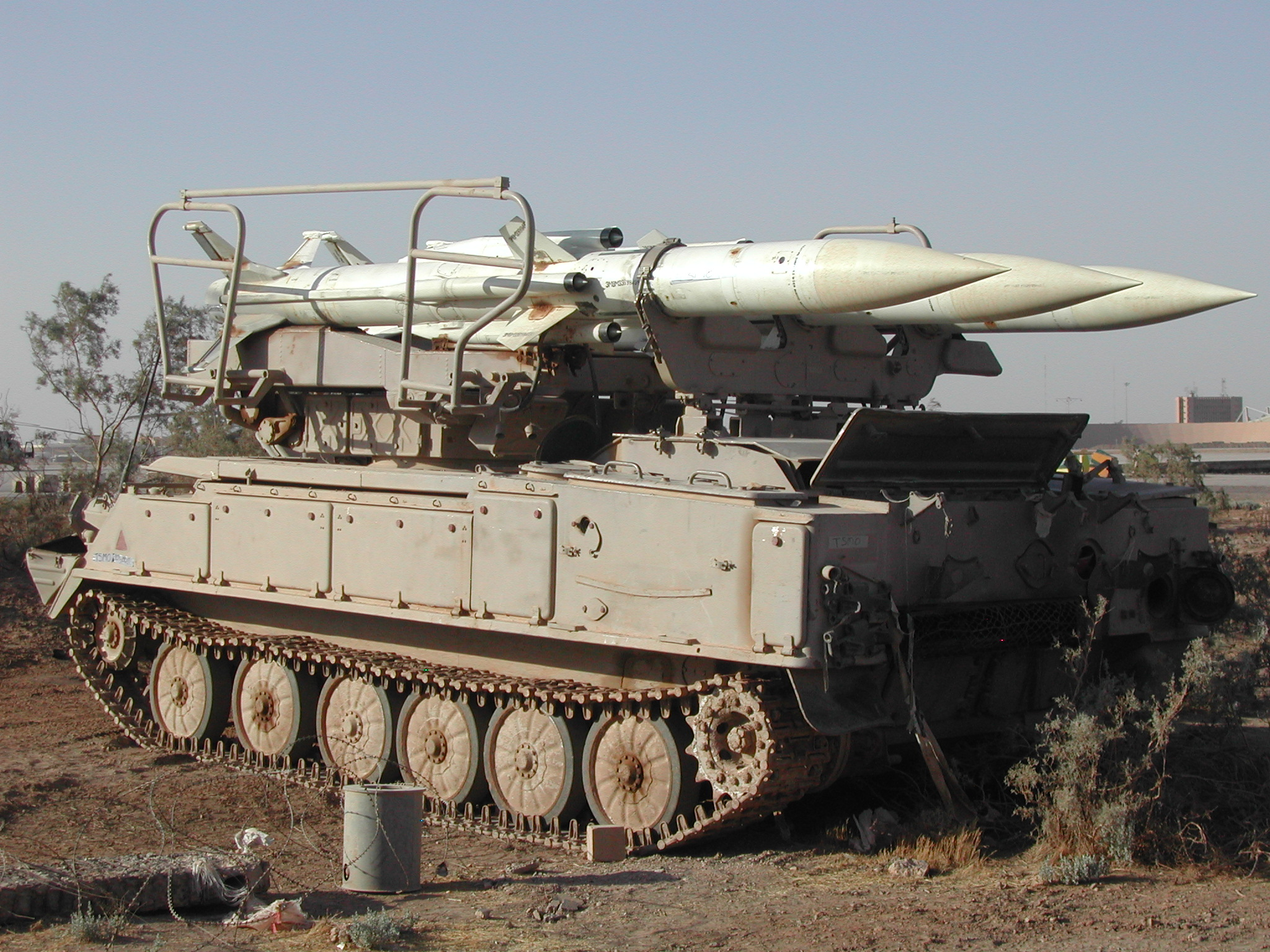
2K12 Kub (wersja iracka)

W 1995 roku 99 Pułk Artylerii Przeciwlotniczej przeformowany został w 2 Pułk Przeciwlotniczy.
29 listopada 1995 jednostka otrzymała nazwę wyróżniającą "Zachodniopomorski" oraz przyjęła tradycje:
- 2 Dywizjonu Artylerii Przeciwlotniczej II Rzeczypospolitej 1926-1939
- 16 Dywizjonu Artylerii Przeciwlotniczej 1945
- 2 Pułku Artylerii Przeciwlotniczej Lekkiej 2 Warszawskiej Dywizji Pancernej II Korpusu Polskich Sił Zbrojnych na Zachodzie 1945-1947

9 grudnia 1995 oddział otrzymał sztandar.
Rozkazem Nr Pf 9 dowódcy Wojsk Lądowych z dnia 12 marca 1998 roku, w terminie do 31 grudnia 1998 2 Zachodniopomorski Pułk Przeciwlotniczy został rozformowany.

### Wyposażenie
- 57 mm przeciwlotnicze armaty wz.1950 (S-60)
- zestawy rakietowy 2K12M „KUB-M”

## Dowódcy pułku
Dowódcy "wojennego" 75 paplot, 82 paplot, 75 paplot, 99 paplot, 2 prplot
- mjr Tichon Szutyj (1944)
- mjr Iwan Gołowniew (1944-1945)
- mjr Czesław Otrębski (1952-1953) - 82 paplot
- mjr Tadeusz Kiczkowiak (1953-1955)
- mjr Marian Stefaniuk (1955-1959)
- ppłk Stanisław Zakrzewski (1959-1961)
- ppłk dypl. Jan Malanda (1961-1965)
- ppłk dypl. Józef Pawełko (1965-1971) - 75 paplot
- ppłk Hieronim Jagodziński (1971-1974)
- mjr Jan Szulecki (1974)
- mjr dypl. Jerzy Żmijewski (1974-1977) - pułk rakietowy
- mjr Norbert Bociuk (1977-1978)
- mjr Krzysztof Kondracki (1978-1980)
- mjr dypl. Bogdan Konder (1980-1983)
- mjr Czesław Pryjomski (1983-1985)
- kpt Krzysztof Mruk (1985-1986)
- mjr Marian Rodzeń (1986-1988)
- płk dypl. Krzysztof Mruk (1988 - 1995)- 99 prplot,
- ppłk dypl. Krzysztof Krawczak (do 11 XI 1998) - 2 prplot